# Agnes Armstrong
Agnes Helen Armstrong, née le 10 juin 1959, est une femme politique des Îles Cook et membre du Parlement sous les couleurs du Parti démocratique des Îles Cook.
Agnes Armstrong est originaire de Rarotonga et fait ses études à la Nikao Side School et au Tereora College. Elle travaille comme détaillante de fruits de mer, puis comme agent maritime, et pour Air New Zealand. Elle déménage à Mangaia en 2016 pour s'occuper d'un verger. Son mari participe à l'élection partielle d'Ivirua en 2017 après le départ de Jim Marurai et est élu au Parlement. Après sa mort en 2018, elle est candidate l'élection partielle d'Ivirua de 2019 et est élue pour remplacer son époux,. Peu de temps après l'élection, elle participe au Forum des femmes au pouvoir du Pacifique du PNUD avec d'autres femmes députées des îles Cook.
En décembre 2019, elle participe à une manifestation de femmes parlementaires pour autoriser le port de l'ei katu (couronne florale) au Parlement. En février 2020, elle est nommée porte-parole des affaires intérieures et des projets spéciaux des îles extérieures. En avril 2020, Agnes Armstrong accepte volontairement une réduction de salaire de 15 % pour aider ses électeurs pendant la pandémie de COVID-19. En juin de la même année, elle plaide pour des taxes sur les fruits et légumes importés afin d'encourager la production locale.
Elle est réélue aux élections générales de 2022.